# 안태초등학교
안태초등학교는 대한민국 경상남도 밀양시 삼랑진읍 천태로 375-10 (안태리)에 있었던 초등학교이다.

## 학교 연혁
- 1969년 3월 1일 삼랑진국민학교 안태분교장 개교
- 1971년 3월 1일 안태국민학교 승격
- 1983년 3월 1일 병설유치원 인가
- 1996년 3월 1일 안태초등학교로 개칭
- 1999년 2월 19일 제27회 졸업식(누계 788명)
- 1999년 9월 1일 폐교 (삼랑진초등학교로 통폐합)